# 唐菖蒲
唐菖蒲（学名：Gladiolus gandavensis，俗称剑兰）为鸢尾科唐菖蒲属下的一个种，其於园艺领域与月季（或玫瑰）、扶郎花（非洲菊）、香石竹（康乃馨）并称「四大切花」。

## 命名
在古罗马人看来，唐菖蒲花的穗状花序及叶子形状与竞技场上角斗士手上的剑十分相似，因而将其称为gladiolus。它是拉丁语gladius（剑）的指小词，含有“轻剑”（small sword）之意。gladiolus的英文别称sword lily和汉语别称“剑兰”可能都是这样得名的。